# Liste der Prediger und Pfarrer der evangelischen Kirchengemeinde Büderich
Diese Liste enthält die Amtszeiten und Namen der Prediger und Pfarrer der evangelischen Kirchengemeinde Büderich.
| Amtsbeginn | Amtsende  | Name                                                          | Bemerkung |
| ---------- | --------- | ------------------------------------------------------------- | --- |
| 1521       | 1528      | Kaplan Johann Klopreis                                        | |
| 1528       | 1528      | Adolf Clarenbach, Gerhard Omcke und Brictius thom Norde       | |
| 1557       | 1574      | Cornelius Gerhardi                                            | Erster angestellter evangelischer Prediger, 1574 wurde er der Stadt verwiesen. |
| 1592       |           | Heinrich Thewer                                               | |
| 1598       |           | H. Copius                                                     | |
| 1602       | 1602      | Dietrich Schmithalß                                           | |
| 1609       | 1609      | Theodor Rumph                                                 | |
| 1610       | 1610      | Bernhard Petreus                                              | |
| 1610       | 1614      | Bernhard Brant                                                | |
| 1614       | nach 1636 | Theodor Strack                                                | Als Pastor Budericensis Herausgeber von Conradi Heresbachii. I.C. Historia Anabaptistica. Laurensz, Amsterdam 1637 (Digitalisat), mit einem Gedicht an Strack von Johannes Santen (Digitalisat der Universitäts- und Landesbibliothek Münster), der 1618–1650 Rektor des Weseler Gymnasiums war.                                                              |
| 1630       |           | Johann Theodoricus                                            | Wohl identisch mit den vorherigen. |
| 1637       | 1680      | Wilhelmus Smetterus (auch Wilhelm Smetter oder W. Schmetberg) | |
| 1660       |           | Heinrich Kirchhoff                                            | |
| 1665       |           | Jan de Graen                                                  | |
| 1695       | 1725      | Anton von Dorth                                               | |
| 1726       | 1731      | Joh. P. Wintgens                                              | |
| 1732       | 1759      | Johann Wilhelm Carp                                           | * um 1690, † 1759 in Büderich. |
| 1759       | 1781      | Johann Heinrich Achenbach                                     | * 13. Januar 1719 in Ferndorf, † 27. Juni 1781 in Büderich. |
| 1781       | 1798      | J. Schneider                                                  | |
| 1799       | 1832      | Franz Heinrich Hagenberg                                      | * 20. Januar 1762 in Moers, † 14. April 1832 in Büderich. In seien Amtszeit fielen die Grundsteinlegung der Ev. Kirche in Neu-Büderich am 26. September 1820 sowie die Einweihung der neuen Kirche am 3. November 1822. |
| 1833       | 1839      | Wilhelm Karl Esch                                             | * 21. März 1805 in Neukirchen-Vluyn, † 8. September 1839 in Büderich. |
| 1840       | 1845      | Johann Adam Hermann Wolf                                      | * 22. Mai 1810 in Mülheim/Ruhr, † 31. Juli 1880 in Mülheim/Ruhr. |
| 1845       | 1879      | Ahasverus Ludwig Greeven                                      | * 28. Oktober 1801, † 23. April 1893, verheiratet mit Louise Greeven * 6. Oktober 1810, † 21. August 1875. |
| 1879       | 1895      | Superintendent Otto Greeven                                   | * 9. Oktober 1836, † 8. März 1895, Sohn von Ahasverus Ludwig Greeven und Louise Greeven, verheiratet mit Auguste Greeven, * 8. Dezember 1840, † 15. Februar 1898. |
| 1895       | 1933      | Wilhelm Wolf                                                  | * 8. Oktober 1866, † 3. Juli 1946, verheiratet mit der Luise Greeven, * 26. September 1870, Tochter von Otto Greeven und Auguste Greeven. Er ist der Verfasser der Geschichte der evangelischen Gemeinde Büderich bei Wesel, Lehe, 1912 sowie des Buches Gemeinde Büderich im Weltkrieg und in der Besatzungszeit, Büderich, 1933.                            |
| 1933       |           | Hans Heinrich Will                                            | Er war aktiv in der Bekennenden Kirche und wurde von Mitgliedern der Gemeinde an die Gestapo verraten. In der Folge wurde er eingezogen und gilt seitdem als verschollen. |
| 1948       | 1962      | Friedrich Schumacher                                          | |
| 1962       | 1989      | Wilfried Neirich                                              | † 11. Dezember 2015 |
| 1990       | 2014      | Joachim Wolff                                                 | * 1960 in Düsseldorf-Kaiserswerth In seine Amtszeit fiel die unter Denkmalschutzgesichtspunkten erfolgte Sanierung des von Karl Friedrich Schinkel entworfenen klassizistischen Kirchengebäudes. Er ist einer der Verfasser des Buches: Bilder einer Kirche – Die evangelische Kirche Büderich, Ev. Kirchengemeinde Büderich, Wesel, 2001, ISBN 3-9802870-2-5 |
| 2014       | 2016      | Gernot Thölke (Vakanzvertretung)                              | |
| Seit 2016  |           | Susanne Kock                                                  | |